# Харт, Джимми
Джеймс «Джимми» Рэй Харт (англ. James “Jimmy” Ray Hart, род. 1 января 1944 года) — менеджер в сфере рестлинга, супервайзер, композитор и музыкант. Он наиболее известен по своей работе во Всемирной федерации рестлинга (WWF, ныне — WWE) и Чемпионате мира по рестлингу (WCW) под своим псевдонимом «Голос Юга» (англ. The Mouth of the South). Член Зала Славы WWE с 2005 года (введён Джерри Лоулером).
В разное время он являлся менеджером таких рестлеров и команд, как Халк Хоган, «Основание Хартов», Грег «Молот» Валентайн, Джерри «Король» Лоулер, «Человек на миллион долларов» Тед Дибиаси, Кинг-Конг Банди, Землетрясение, Дино Браво, The Nasty Boys, Гигант и Хонки-тонк Мен. Некоторое время обладал поясом чемпиона в тяжёлом весе AWA Southern.
Прежде чем прийти в индустрию рестлинга, Харт был участником рок-группы The Gentrys, наиболее известной по их попавшему в пятёрку лучших в Billboard Hot 100 хиту 1965 года «Keep on Dancing».

## Карьера в рестлинге

### Ранняя карьера
Джимми Харта привёл в рестлинг Джерри «Король» Лоулер, с которым они учились в Treadwell High School в Мемфисе, и Харт стал его менеджером. Впоследствии между ними возникло противостояние. После разделения с Лоулером, Харт создал объединение, известное как «Первая семья», в которое, среди прочих, входили: Кинг-Конг Банди, «Восхитительный» Рик Руд, Лэнни Поффо, Джим «Наковальня» Нейдхарт, Окс Бейкер, Камала, Рэнди Сэвидж, «Хот Стафф» Эдди Гилберт, Железный Шейх и Кевин Салливан.
В 1982 году Джимми Харт получает широкую известность, делая программу с комиком и телезвездой Энди Кауфманом. Вражда Харта и Кауфмана с Лоулером продолжилась более года. Примерно в это время Харт становится известен как «Слабак» (англ. The Wimp). Это прозвище было дано ему Джерри Лоулером в песне «Wimpbusters», спетой на мотив песни «Ghostbusters» Рэя Паркера-мл. Было также изготовлено музыкальное видео с участием Лоулера, анонсера Лэнса Расселла и рестлеров Рэнди Сэвиджа, Джимми Вэлианта, Датча Мантела, Томми Рича и Руфуса Р. Джонса, а также с кадрами, где Лоулер побеждает Харта и его «Первую семью».
С 1981 по 1984 годы Харт приводил Остин Айдола, Масао Ито и Эдди Гилберта к интерконтинентальным титулам NWA/AWA.

### World Wrestling Federation (1985—1993)

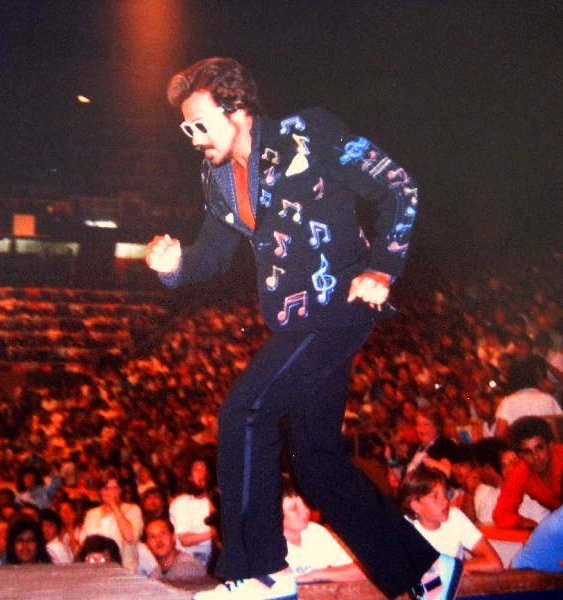
Харт во время работы с Грегом «Молотом» Валентайном.

В 1985 году друг Харта Хиллбилли Джим рекомендовал его владельцу WWF Винсу Макмэну, который и нанял его. Он был прозван «Голос Юга», потому что использовал мегафон как часть своего образа. На протяжении многих лет Харт использует мегафон для дачи инструкций и словесного поощрения своим протеже на ринге, для того чтобы мешать их противникам на ринге и раздражать их, а иногда и анонсеров (особенно Гориллу Монсуна), а также как оружие.
Первым подопечным Харта в WWF стал Грег «Молот» Валентайн, являвшийся на тот момент интерконтинентальным чемпионом. После того, как Валентайн проиграл пояс Тито Сантане, Харт недолго побыл ко-менеджером «Команды мечты» (Грег Валентайн и Брутус Бифкейк) до тех пор, пока постепенно не передал полный контроль над командой Джонни Вэлианту.
31 марта 1985 года, на первой Рестлмании подопечный Харта Кинг-Конг Банди победил С. Д. «Срочную Доставку» Джонса. Позднее Харт уступил его контракт Бобби «Мозгу» Хинану в обмен на контракты Недостающего Звена и Адриана Адониса. Последнему Харт помог в создании его более позднего гиммика — «Восхитительного» Адриана Адониса. Также в 1985 году Харт становится менеджером Джима «Наковальни» Нейдхарта.
В 1985 году Харт взял под своё крыло «Семью Фанк», в состав которой входили Терри, Хосс (Дори Фанк), и сюжетный брат Джимми Джек Фанк.
1985 год также был отмечен появлением Брета «Хитмана» Харта. Джимми Харт объединяет его и Джима «Наковальню» Нейдхарта в команду «Основание Хартов». 26 января 1987 года в Тампе, на шоу WWF Superstars of Wrestling, «Основание Хартов» под руководством Джимми завоевали пояса командных чемпионов WWF в матче против «Британских бульдогов» (Дэви Бой Смит и Динамит Кид). Рестлер и рефери Дэнни Дэвис, подсуживавший «Основанию Хартов» в титульном матче, также был подопечным Харта. Дэвис и «Основание Хартов» успешно выступили против «Британских бульдогов» и Тито Сантаны на Рестлмании III.
Когда Хонки-тонк Мен стал хилом, Харт становится его менеджером. В этот период Харт называл себя «полковником» по аналогии с Томом Паркером, менеджером Элвиса Пресли. Под руководством Джимми, Хонки-тонк Мен 2 июня 1987 года завоевал пояс интерконтинентального чемпиона WWF, и удерживал его до августа 1988-го. Харт оставался с этим прозвищем до тех пор, пока в 1991 году Хонки-тонк Мен не покинул WWF.
Также в 1987 году Харт руководил командными чемпионами WWF среди женщин Джуди Мартин и Леилани Каи, известными как The Glamour Girls. Мартин и Каи в основном враждовали с японской командой Jumping Bomb Angels (Нориё Татэно и Ицуки Ямадзаки).
Журналом Pro Wrestling Illustrated в 1987 году Джимми Харт был назван Менеджером года (вторично удостоился этого звания в 1994-м).
На Рестлмании IV Джимми Харт потерпел стрижку волос от Брутуса «Парикмахера» Бифкейка. Во время матча между Бифкейком и Хонки-тонк Меном за пояс интерконтинентального чемпиона WWF Харт ударил рефери мегафоном, в результате чего Бифкейк победил по дисквалификации, а Хонки-тонк Мен сохранил свой пояс.
После того, как «Основание Хартов» совершили фейс-тёрн и расстались с Хартом в качестве менеджера, он возглавил «Изумительных братьев Ружо», и начал фьюд против своей бывшей команды. Формально всё ещё оставаясь менеджером «Основания Хартов», Джимми позволял появляться у ринга братьям Ружо всякий раз, когда выступали его бывшие подопечные. 29 августа 1988 года, на первом СаммерСлэме, Харт вместе с Мистером Фудзи сопровождал Demolition к рингу для того, чтобы помочь им отстоять свои титулы командных чемпионов WWE против «Основания Хартов». Билл «Топор» Иди использовал мегафон Джимми для того, чтобы ударить Брета Харта и обеспечить победу своей команде.
В 1989 году Харт взял под свою опеку Дино Браво после того, как федерацию покинул его прежний менеджер Френчи Мартин. На конкурс по отжиманию между Последним Воином и Браво Харт и Браво пригласили 460-фунтового человека, который впоследствии стал известен как Землетрясение — на ринг, чтобы находиться у конкурсантов за спинами. В 1990 году Харт готовил Землетрясение как борца, способного победить Халка Хогана.
Тем временем, продолжалось противостояние Харта с его бывшей командой «Основание Хартов». В 1990 году он объединил своих протеже Хонки-тонк Мена и Грега Валентайна в недолго просуществовавшую команду «Ритм-энд-блюз». В 1991 году он управлял The Nasty Boys в то время, когда они победили «Основание Хартов» на Рестлмании VII в бою за пояса чемпионов WWF в командных боях. В матче мотоциклетный шлем Харта был использован Джери Сэгсом в качестве оружия против Джима Нейдхарта.
Когда Nasty Boys проиграли свои командные пояса «Легиону смерти» на СаммерСлэме 1991 года, Харт настроил команду «Природные катаклизмы», состоящую из бывших противников Землетрясения и Тайфуна на то, чтобы отобрать у них титулы. После провала «Катаклизмов», в 1992 году Харт создаёт новую команду Money Inc. из своего протеже I.R.S. (Ирвина Р. Шустера) и «Человека на миллион долларов» Теда Дибиаси. Money Inc. победили «Легион смерти», и завоёванные пояса стали причиной разногласий между Хартом и «Природными катаклизмами», которые в качестве фейсов стали враждовать с Money Inc. В течение 1992 года Money Inc. ещё дважды возвращали себе чемпионские пояса.
Также в 1991 году Харт протежировал Маунти, который в начале 1992 года недолго побыл интерконтинентальным чемпионом WWF.
Далее по ходу 1992 года, когда Money Inc. вернули себе чемпионские пояса от «Природных катаклизмов», Nasty Boys покинули своего менеджера, в результате чего Харт постоянно ставил Money Inc. в титульные матчи.
Харт порвал с Money Inc. и перешёл в фейсы тогда, когда команда атаковала Брутуса Бифкейка. По сюжету, когда Харт увидел повреждения на лице Бифкейка (полученные им вне рестлинга при прыжке с парашютом), он принимает их за последствия избиения своими подопечными и пытается остановить Money Inc. Харт даже закрыл собой Бифкейка, чтобы не позволить избивать его дальше. Друг Бифкейка Халк Хоган неделю спустя выразил Харту благодарность за его неожиданно героическое поведение. Харт руководил Бифкейком и Хоганом в матче против Money Inc. на Рестлмании IX, в котором его подопечные уступили по дисквалификации. 13 июня 1993 года на шоу Король ринга Харт сопровождал Хогана тогда, когда он проиграл свой титул чемпиона WWF Ёкодзуне. Это появление стало последним для Харта в WWF перед тем, как они с Хоганом оба покинули федерацию.

### World Championship Wrestling (1994—2001)
После своего увольнения из WWF, Харт и Хоган совершили небольшой тур по Мексике. После возвращения, Харт писал музыку и иногда появлялся в телевизионном сериале «Гром в раю», в котором снимался Хоган. Харт стал менеджером Хогана тогда, когда они оба пришли в WCW. В 1994 году на шоу Bash at the Beach, Харт сопровождал Хогана когда тот выиграл титул чемпиона мира WCW, победив «Дитя Природы» Рика Флэра.
На Halloween Havoc в 1995 году Харт помог Гиганту, тем самым «предав» Хогана. В это же время он руководил командой «Подземелье смерти», созданной Кевином Салливаном. Харт руководил Риком Флэром тогда, когда тот в очередной раз завоевал титул чемпиона мира, победив «Мачо Мена» Рэнди Сэвиджа. После распада «Подземелья смерти», Харт воссоздал свою давнюю команду «Первая семья». После распада «Первой семьи» он был сценаристом шоу WCW Saturday Night на канале TBS вплоть до прекращения существования передачи. На Spring Stampede в 2000 году Джимми Харт встретился на ринге с радиоведущим Мэнкоу и уступил ему после удара складным стулом. В состоявшемся на шоу WCW Mayhem матче-реванше Харт также уступил своему оппоненту. В феврале 2001 года Харт вступил в совет букеров WCW.

### В независимом рестлинге (2002 — н. в.)

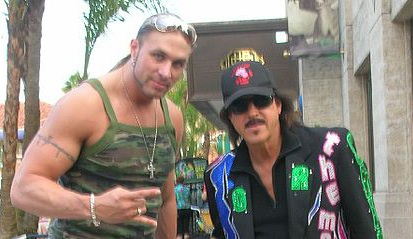
Харт позирует с Лэнсом Хойтом.

После того, как WCW был продан Всемирной федерации рестлинга, Харт и узкая группа рестлеров и инвесторов решают создать новую организацию рестлинга — Xcitement Wrestling Federation (XWF), чтобы восполнить потерю WCW, а заодно вернуть стиль рестлинга начала 1990-х — этакий «семейный» промоушен с минималистичными сюжетными линиями и более приличным рестлингом. В 2002 году Харт возобновляет свой фьюд с Джерри Лоулером.
В 2005 году Харт появился на шоу PMG Clash of Legends. Также в 2008 году он несколько раз работал комментатором в Florida Championship Wrestling (FCW) — дочерней территории WWE. Харт несколько раз появлялся на WrestleMania Axxess в течение недели перед 25-й Рестлманией.
В 2006 году Харт появлялся в The Funking Conservatory (тренировочной организации, возглавляющейся Дори Фанком и Марти Фанком), где записал серию промо. В одном из них он рассуждает со Стьюдио Сар-ой (англ. Studio Sar-ah) о своём переходе из WWE в TNA а также о Wrestlicious.
19 января 2010 года Харт анонсировал запуск женского рестлинг-промоушена Wrestlicious, премьера которого состоялась 1 марта на каналах MavTV в США и BiteTV в Канаде.
Харт часто появляется на различных рестлерских собраниях и автограф-сессиях по всем Соединённым Штатам, он появлялся почти на всех шоу WrestleReunion. Он также делает различные выступления в программе VOC Wrestling Nation на радио WNJC, вещающем из Филадельфии.
В августе 2011 года Харт проехал через территорию урагана Айрин. После участия в радиопередаче в Филадельфии, ему нужно было попасть в Огайо на мероприятие, организованное промоушеном MCW (англ. Main-Event Championship Wrestling) на следующий день. Поскольку аэропорты были закрыты, Харт проехал расстояние более чем в 300 миль по земле. Вспоминая этот случай, Харт сравнивает его с теми частыми перемещениями из города в город, какие приходилось совершать ему и рестлерам в 1970-х годах.

### Total Nonstop Action Wrestling (2003, 2005, 2010—2011)
В октябре 2003 года Харт дебютировал в Total Nonstop Action Wrestling (TNA), пытался организовать матч между Халком Хоганом и Джеффом Джарреттом, но Хоган перешёл обратно в WWE и задумка провалилась.
19 июня 2005 года на PPV Slammiversary находившаяся под управлением Джимми команда «Натуралы» защищала свои командные пояса от «Команды Канады». Во время матча к рингу подбежал Харт и бросил Чейзу Стивенсу мегафон, которым тот ударил Пити Уильямса, после чего удержал его. Харт был менеджером «Натуралов» до 3 октября 2005 года.
24 февраля 2010 года на шоу Against All Odds Джимми Харт появился в качестве хила с целью помочь команде Nasty Boys победить команду Team 3D. Альянс Харта и Nasty Boys просуществовал до 29 марта того же года, когда Nasty Boys были уволены из TNA вследствие конфликта руководства федерации и продюсеров Spike TV. Харт покинул федерацию по непонятной причине. В 20 января 2011 года он был замечен на шоу Impact!.

### Возвращение в WWE (2011 — н. в.)
1 марта 2011 года было объявлено, что Джимми Харт покинул TNA и подписал контракт с WWE, по которому он будет работать в проектах, связанных с Рестлманией. С тех пор Харт принимал участие в разных домашних шоу WWE.
14 августа 2011 года Харт появился на СаммерСлэме, предложил себя за кулисами R-Truth в качестве менеджера и получил грубый отказ.
10 апреля 2012 года на WWE SmackDown: Blast from the Past Харт руководил командой Хита Слейтера и Тайсона Кидда, проигравшей в матче братьям Усо.
Джимми Харт является совладельцем тики-бара «Hogan’s Beach» в Тампе, Флорида.
С апреля 2014 года Джимми Харт является одним из участников реалити-шоу WWE Legends’ House. Шоу выходит в эфир по четвергам ночью только на WWE Network.

## Карьера в других видах шоу-бизнеса

### Музыка
До того, как прийти в индустрию рестлинга, Джимми Харт ещё в подростковом возрасте состоял вокалистом в группе The Gentrys, наиболее известной по их попавшему в пятёрку лучших в Billboard Hot 100 и выпущенному миллионным тиражом хиту «Keep on Dancing». Прежде чем стать The Gentrys, они вначале были известны как The Gents. Сменить название им посоветовал их менеджер. После того, как группу покинул Ларри Расберри, руководство взял на себя Джимми Харт. В то время у них вышло несколько незначительных синглов, таких как «Why Should I Cry» и кавер песни Нила Янга «Cinnamon Girl». Харт и его группа стали довольно популярны в среде ночных клубов Мемфиса. У группы был контракт с лейблом Stax Records, но поскольку лейбл обанкротился, он не смог предоставить группе продвижение.
За годы работы в индустрии рестлинга, Харт сочинил много музыкальных тем для рестлеров, выступавших в WWF и WCW. Некоторые из них — Хонки-тонк Мен, Джимми Снука, Брутус «Парикмахер» Бифкейк, «Рокеры», «Основание Хартов», Краш, «Изумительные Ружо», Дасти Роудс, «Легион смерти», Nasty Boys, Тед Дибиаси, Маунти, Халк Хоган, «Новый мировой порядок», «Тройняшки». Он также написал темы для СаммерСлэма 1988 года (также была использована для нескольких шоу Королевская битва) и для Рестлмании VI (также была использована для седьмой, восьмой, девятой и десятой Рестлманий). Одна из самых знаменитых работ Джимми — тема «Sexy Boy» для Шона Майклза.
В конце 1980-х Харт выпустил музыкальный альбом (также доступный на компакт-кассете) под названием Outrageous Conduct. Альбом состоял из юмористических песен, таких как «Barbra Streisand’s Nose» и «Eat Your Heart Out Rick Springfield». В 1995 году Халк Хоган выпустил альбом Hulk Rules. Харт состоял в его группе The Wrestling Boot Band, помогал писать и исполнять несколько песен из альбома.

### Телевидение
Джимми Харт принял участие в одном из эпизодов судебного телешоу The People’s Court в роли свидетеля со стороны ответчика. Он является близким другом Халка Хогана и появляется во многих эпизодах его реалити-шоу Hogan Knows Best. Харт несколько раз появлялся в телевизионном сериале «Гром в раю». Он также исполнил песню в начале эпизода «Смертельный урок, часть 1».

### Кино
В 1967 году Харт впервые появился в фильме It’s a Bikini World как участник группы The Gentrys. В 2010 году он снялся в фильме Big Money Rustlas с Insane Clown Posse. В 2011 году Харт снялся в роли самого себя в канадской ленте Monster Brawl. Он играет анонсера на рестлерском турнире монстров.

## В рестлинге
- Рестлеры, у которых был менеджером

| - Адриан Адонис - Окс Бейкер - «Суперзвезда» Билли Грэм - Варвар - Брутус Бифкейк - Дино Браво - Кинг-Конг Банди - Землетрясение - Пол Эллеринг - Рик Флэр - Джерри Флинн - Гигант - «Хот Стафф» Эдди Гилберт - Брет Харт | - Халк Хоган - Хонки-тонк Мен - Остин Айдол - Масао Ито - Железный Шейх - Билл Ирвин - Брайан Ноббс - Цыган Джо - Джим «Наковальня» Нейдхарт - Камала - Коннан - Ларри Летэмом - Джерри Лоулер - Лекс Люгер | - Менг - Хью Моррус - Лэнни Поффо - Ренегат - Рик Руд - Кадзуо Сакурада - Рэнди Сэвидж - Кевин Салливан - Энди Кауфман - Кид Кэш - Коко Б. Уэйр - Жак Ружо - Мейбл - Биг Бубба Роджерс | - Джонни Гранж - Абдулла Мясник - Томми Рич - Дьюи Робертсон - Грег «Молот» Валентайн - Стинг - Эй Джей Стайлз - Лэнс Хойт - Самоа Джо - Тайсон Кидд - Хит Слейтер - Рэй Ружо |

- Команды, у которых был менеджером

| - «Подземелье смерти» - «Лица страха» (Менг и Варвар) - «Первая семья» (Мемфис) - «Первая семья» (WCW) (Брайан Ноббс, Хью Моррус, Джерри Флинн, Варвар) - Братья Фанки (Дори Фанк-мл. и Терри Фанк) - The Glamour Girls (Леилани Каи и Джуди Мартин) - «Основание Хартов» (Брет Харт и Джим Нейдхарт), с «Опасным» Дэнни Дэвисом | - Money Inc. («Человек на миллион долларов» Тед Дибиаси и Ирвин Р. Шустер (I.R.S.)) - The Nasty Boys (Брайан Ноббс и Джерри Сэгс) - «Природные катаклизмы» (Землетрясение и Тайфун) - «Натуралы» (Энди Дуглас и Чейз Стивенс) - The New York Dolls (Рик Макгро и Трой Грэм) - «Ритм-энд-блюз» (Хонки-тонк Мен и Грег «Молот» Валентайн) - Братья Ружо (Жак Ружо и Рэйм Ружо) |

- Прозвища

- «Голос Юга»
- «Полковник»

## Награды и достижения
- American Wrestling Association

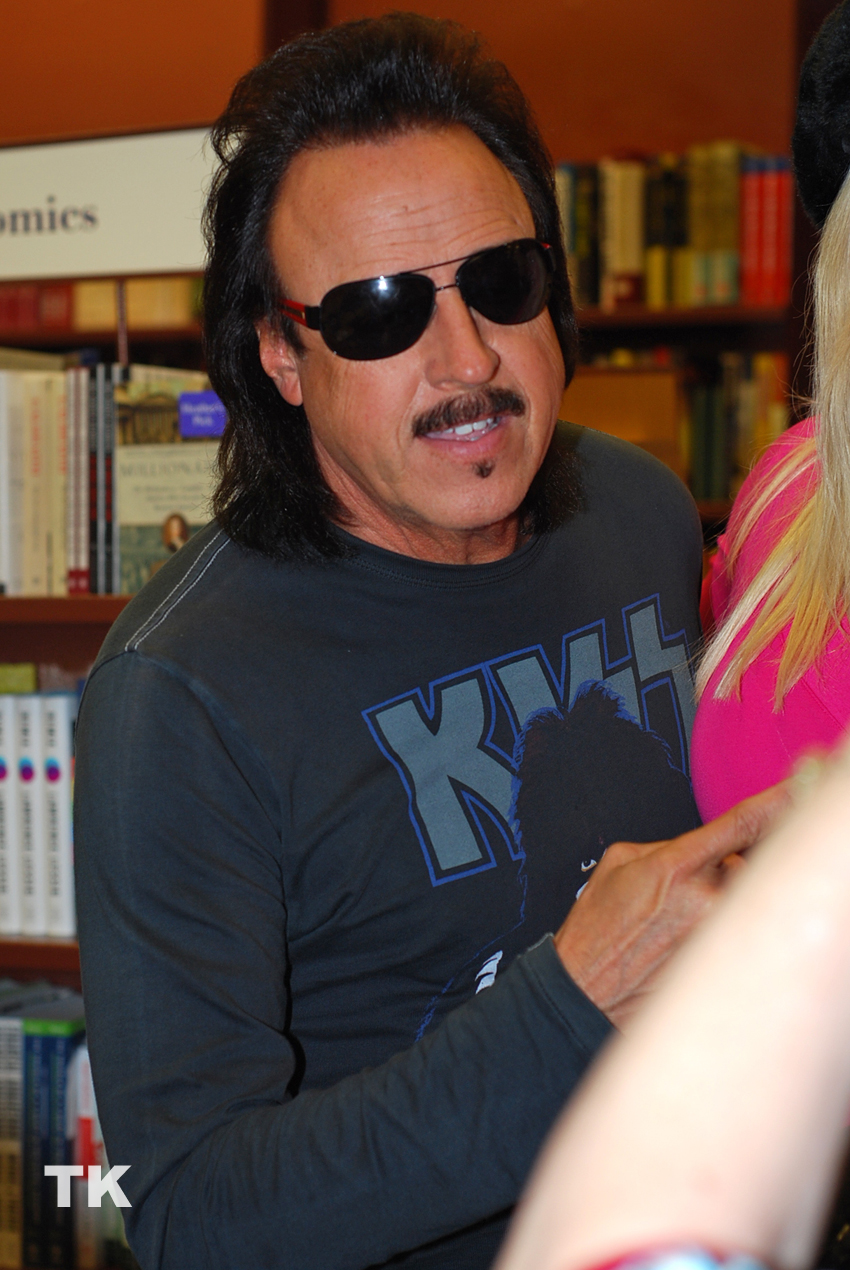
Харт на раздаче автографов в Торонто в декабре 2009 года.

- Чемпион в тяжёлом весе AWA Southern (1 раз)

- Pro Wrestling Illustrated

- Менеджер года (1987, 1994)

- World Class Wrestling Association

- Зал cлавы (2006)

- World Wrestling Entertainment

- Зал cлавы WWE (2005)

- Wrestling Observer Newsletter

- Менеджер года (1983)
- Лучшие интервью (1984)